# Совет Республики (Экваториальная Гвинея)
Совет Республики — государственный орган Республики Экваториальная Гвинея. Его функция заключается в том, чтобы консультировать Президента Республики по вопросам его управления во время его мандата и других государственных полномочий.

## История
Совет Республики был создан после обретения Экваториальной Гвинеей независимости. Согласно Конституции Экваториальной Гвинеи 1968 года, функция органа заключалась, среди прочего, в вынесении решений о конституционности законов и процедур, а также в консультировании президента Республики.
Совет состоял из шести членов, один из которых был его председателем. Согласно Конституции: «Эти шесть советников будут свободно избираться наполовину каждым из провинциальных советов из числа лиц от каждой из провинций, не входящих в провинциальный совет или в Ассамблею Республики». Председатель Совета был третьим человеком в стране после президента и вице-президента. После обретения независимости Андрес Моисес Мба Ада был избран первым президентом Совета.
В 1971 году, после начала диктатуры Франсиско Масиаса Нгемы, Совет Республики был упразднен указом президента.
Совет Республики был вновь введен в действие в 2012 году после конституционных поправок к Основному закону Экваториальной Гвинеи 1991 года, одобренных на референдуме в 2011 году. Его нынешние функции аналогичны функциям 1968 года, включая защиту конституции и поддержание безопасности, национального единства, территориальной целостности, верховенства права и суверенитета. В настоящее время он состоит из девяти членов, избранных бывшими президентами Республики, бывшими председателями Палаты депутатов, бывшими председателями Сената, бывшими председателями Верховного суда и бывшими председателями Конституционного суда. Бывшие президенты Республики станут пожизненными полноправными членами Совета Республики.
Нынешний председатель Совета Республики — Игнасио Милам Танг.